# Grabmal Władysławs I.

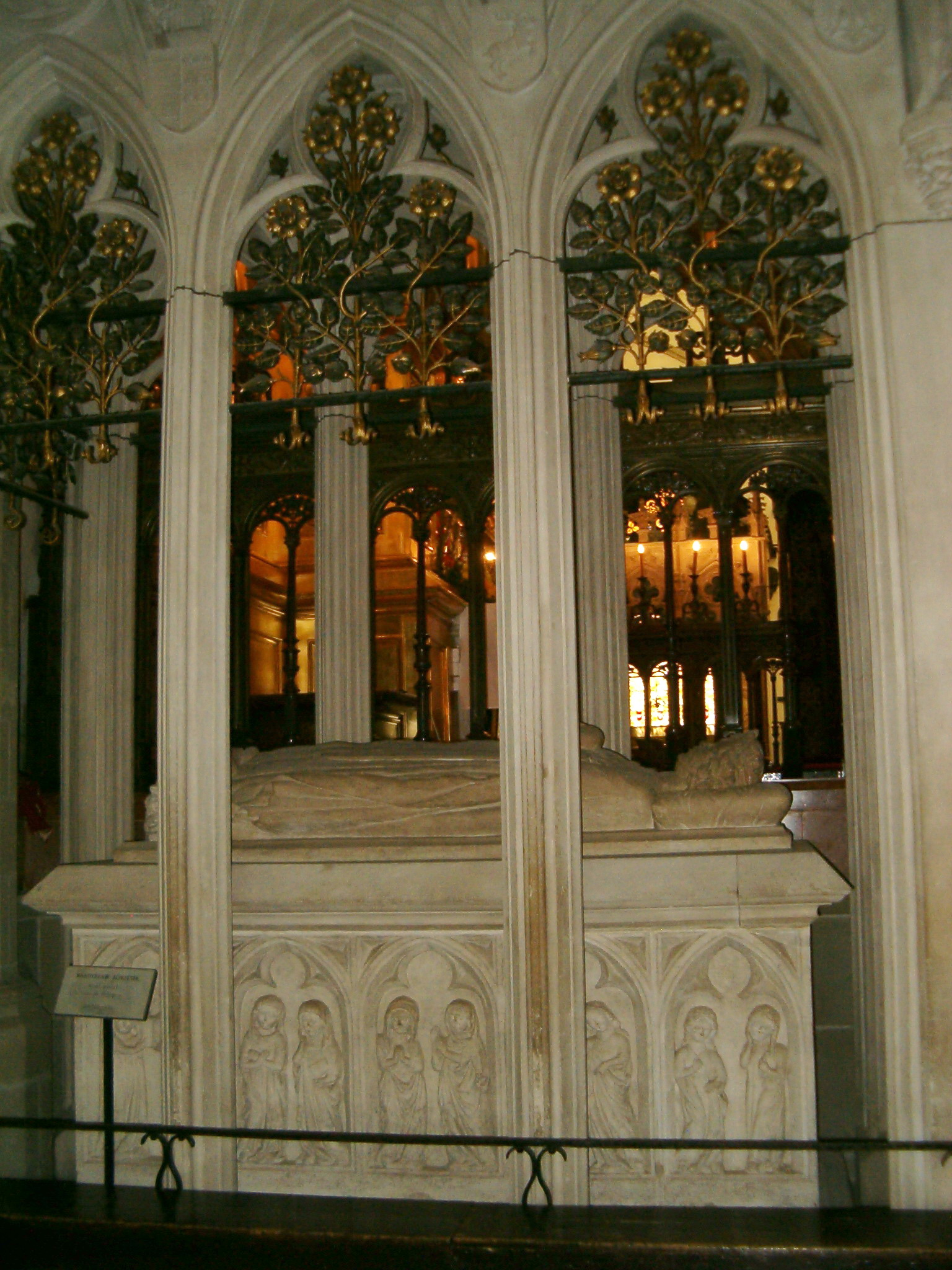
Grabmonument von König Władysław I. in der Wawel-Kathedrale

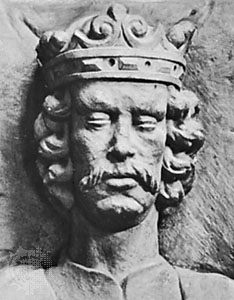
Kopfpartie der Statue des Königs

Das Grabmal Władysław  I. befindet sich in der Wawel-Kathedrale in Krakau.

## Beschreibung
Władysław I. starb 1333. Sein Sohn Kasimir der Große gab das Grabmal bei einem wahrscheinlich aus Hessen stammenden Künstler in Auftrag, der es in den Jahren von 1341 bis 1346 schuf. Das gotische Grab ist das erste Hochgrab in der Wawel-Kathedrale und eine der ältesten erhaltenen gotischen Plastiken in Polen. Ursprünglich stand es am nicht mehr existierenden Altar des Heiligen Władysław. Der seit dem 17. Jahrhundert verschollene gotische Baldachin wurde 1901 bis 1903 von Sławomir Odrzywolski und Jan Raszka rekonstruiert. An ihm sind Wappen der Ländereien angebracht, die unter Władysław I. Teil des Königreichs Polen waren. An den Seiten des Sarkophags sind den König betrauernde Relieffiguren angebracht. Der König selbst ist als Mann im mittleren Alter in einer Tunika und auf einem menschlichen Kopf stehend dargestellt. Um ihn herum sind Weinreben angebracht, die das letzte Abendmahl symbolisieren. Im Baldachin befinden sich eiserne Blüten und Blätter im Jugendstil.